# Gravity (Fernsehserie)
Gravity ist eine US-amerikanische Comedy- und Dramaserie, die 2010 in den USA von Kill That B**ch Productions für den Sender Starz produziert wurde. Die Premiere fand am 23. April 2010 auf Starz statt.
Am 30. Juni 2010 gab Starz bekannt, dass man keine weitere Staffel produzieren lässt.

## Handlung
In der Fernsehserie geht es um die manchmal komischen, manchmal tragischen Taten einer Gruppe. Diese Gruppe gehört einem ambulanten Programm von Selbstmordüberlebenden an. Die Produktion begann in New York City im Oktober 2009.

## Produktion und Ausstrahlung

### Vereinigte Staaten
Franklyn erstellte die Serie während des Autorenstreiks 2007–2008. Im Jahr 2008 brachte sie diese Idee zu Eric Schaeffer und zusammen arbeiteten sie am Verkauf der Serie an Starz. Arbeitstitel der Serie waren Suicide for Dummies und Failure to Fly.
Die Erstausstrahlung der Serie war vom 23. April bis zum 25. Juni 2010 auf dem US-amerikanischen Kabelsender Starz zu sehen.
Am 30. Juni 2010 gab Starz bekannt, dass man keine weitere Staffel produzieren lässt.

### Deutschland, Österreich und Schweiz
Die Fernsehserie hatte bislang keine deutschsprachige Erstausstrahlung.

## Episodenliste
| Nr. | Deutscher Titel | Originaltitel           | Erstausstrahlung USA | Deutschsprachige Erstausstrahlung (D/A/CH) |
| --- | --------------- | ----------------------- | -------------------- | ------------------------------------------ |
| 1   | —               | Suicide Dummies         | 23. Apr. 2010        | —                                          |
| 2   | —               | Namaste MF              | 30. Apr. 2010        | —                                          |
| 3   | —               | One Cold Swim Away      | 7. Mai 2010          | —                                          |
| 4   | —               | Old People Creep Me Out | 14. Mai 2010         | —                                          |
| 5   | —               | Love At First Suicide   | 21. Mai 2010         | —                                          |
| 6   | —               | Dogg Day Afternoon      | 28. Mai 2010         | —                                          |
| 7   | —               | Let It Mellow           | 4. Juni 2010         | —                                          |
| 8   | —               | Damn Skippy             | 11. Juni 2010        | —                                          |
| 9   | —               | Calemnity               | 18. Juni 2010        | —                                          |
| 10  | —               | Are We All Just Dead?   | 25. Juni 2010        | —                                          |

## Rezeption
David Hinckley von der New Yorker Tageszeitung Daily News beurteilte die Serie recht positiv. Er beschreibt sie als „sehr dunkel, sehr seltsam“ und es sei schwierig, wegzuschalten. Neben der laut ihm brillanten Sitcom-Prämisse einer Selbstmord-Selbsthilfegruppe lobt Hinckley, dass die Serie der Versuchung widerstehe, ihre Figuren zu cartoon-haft darzustellen. Für ihn fühle sich der schwarze Humor der Figuren natürlich an und nicht wie für Sitcoms geschriebenes Wortgeplänkel.
Mike Hale in der New York Times sieht die Serie kritischer. Er vergleicht Gravity mit zwei anderen Serien über den Tod mit Comedy-Eelementen: Six Feet Under und Dead Like Me, wobei Gravity laut ihm versucht, mehr Scherze als die beiden anderen Serien zu machen. Er kritisiert, dass die Macher statt wirklich witzigen Elementen – die als schlechter Geschmack empfunden werden könnten – lieber auf Humor zum Augenbrauen-Runzeln und einfache Ironie setzen. Für Hale wirken die Figuren dadurch herablassend und leiden zudem darunter, dass ihre Hintergründe und Motive in den ernsthaften Szenen teilweise unecht wirken. In den ersten vier Folgen seien die Figuren nur simple Strichmännchen, denen die Autoren Neurosen ihrer Wahl verpassen würden.

“It might be possible to make a good show in which a suicide support group served as the framework for an offbeat relationship comedy, but for now “Gravity” is like that Mercedes, flying through the air and losing altitude fast.”

„Es ist vielleicht möglich, eine gute Serie zu machen, in der eine Selbstmord-Selbsthilfegruppe als Rahmen für eine unkonventionelle Beziehungs-Komödie dient. Aber bislang ist Gravity wie der Mercedes, der durch die Luft fliegt und schnell an Höhe verliert.“

Für Frazier Moore, Fernsehkolumnist bei Associated Press, ist die Serie lustiger, als ihre Beschreibung zuerst vermuten ließe. Er beschreibt sie als zeitweise fürchterlich verdreht und teilweise sehr traurig („cringingly twisted at times and occasionally very sad“). Und auch Barry Garron vom Hollywood Reporter bewertet die Serie positiv. Für ihn kombiniere die Serie faszinierende Figuren, eine solide Besetzung und starke Gastauftritte mit einer aufgeschlossenen Herangehensweise an ein Tabu-Thema des Fernsehens.